# Tauraco livingstonii
Tauraco livingstonii là một loài chim trong họ Musophagidae.